# 布倫特 (佛羅里達州)
布倫特（英語：Brent）是位於美國佛羅里達州艾斯康比亞縣的一個人口普查指定地區。

## 地理
布倫特的座標為30°28′14″N 87°14′57″W / 30.47056°N 87.24917°W，而該地最高點為海拔高度34米（即112英尺）。

## 人口
根據2010年美國人口普查的數據，布倫特的面積為27.30平方千米，當中陸地面積為26.90平方千米，而水域面積為0.40平方千米。當地共有人口21804人，而人口密度為每平方千米798人。